# Lumbricillus brunoi
Lumbricillus brunoi is een ringworm uit de familie van de Enchytraeidae. De wetenschappelijke naam van de soort is voor het eerst geldig gepubliceerd in 1982 door Martinez-Ansemil.